# William Vincent Wallace
William Vincent Wallace (Waterford, 11 de marzo de 1812 - Château de Bagen, 12 de octubre de 1865) fue un compositor y músico irlandés.

## Biografía

### Primeros años

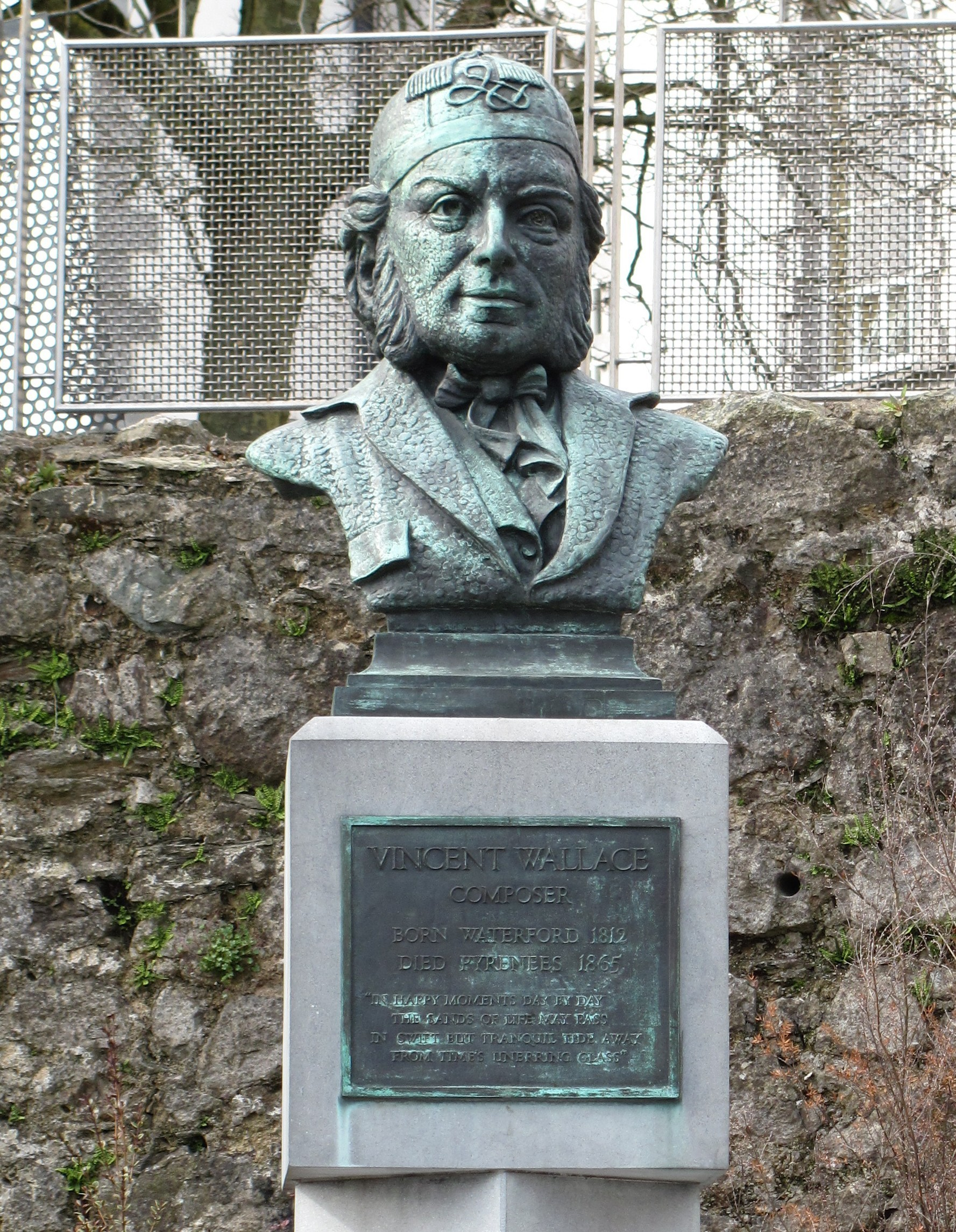
Un busto de Wallace puede verse en el exterior del Teatro Real Waterfords

Wallace nació en Colbeck Street, Waterford, Irlanda. Ambos padres eran irlandeses, su padre, del condado de Mayo, fue un director de una banda regimental. 
Wallace aprendió a tocar varios instrumentos de niño, convirtiéndose en un destacado vilinista e Dublín y un buen pianista.  Bajo la tutela de su padre y tío, escribió piezas para las bandas y orquestas de su región natal.  A los 18 años de edad fue organista de la catedral católica de Thurles y enseñó piano en el Convento de Ursulinas.  Se enamoró de una alumna, Isabella Kelly, cuyo padre consintió su matrimonio en 1831 a condición de que Wallace se convirtiera en católico y asumiera el nombre de Vincent.

### Carrera y viajes

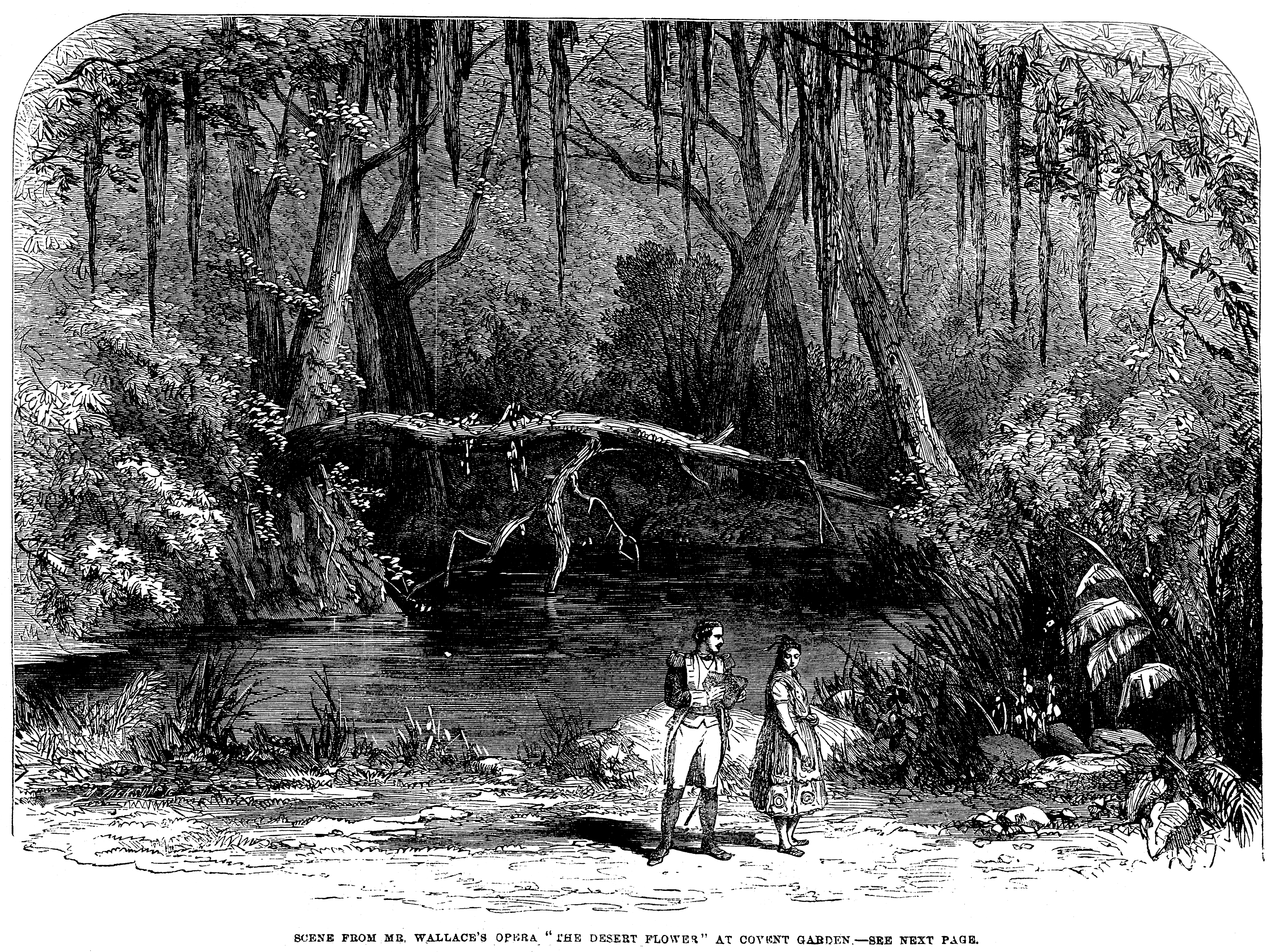
Act II, Scene 1 of The Desert Flower (1863)

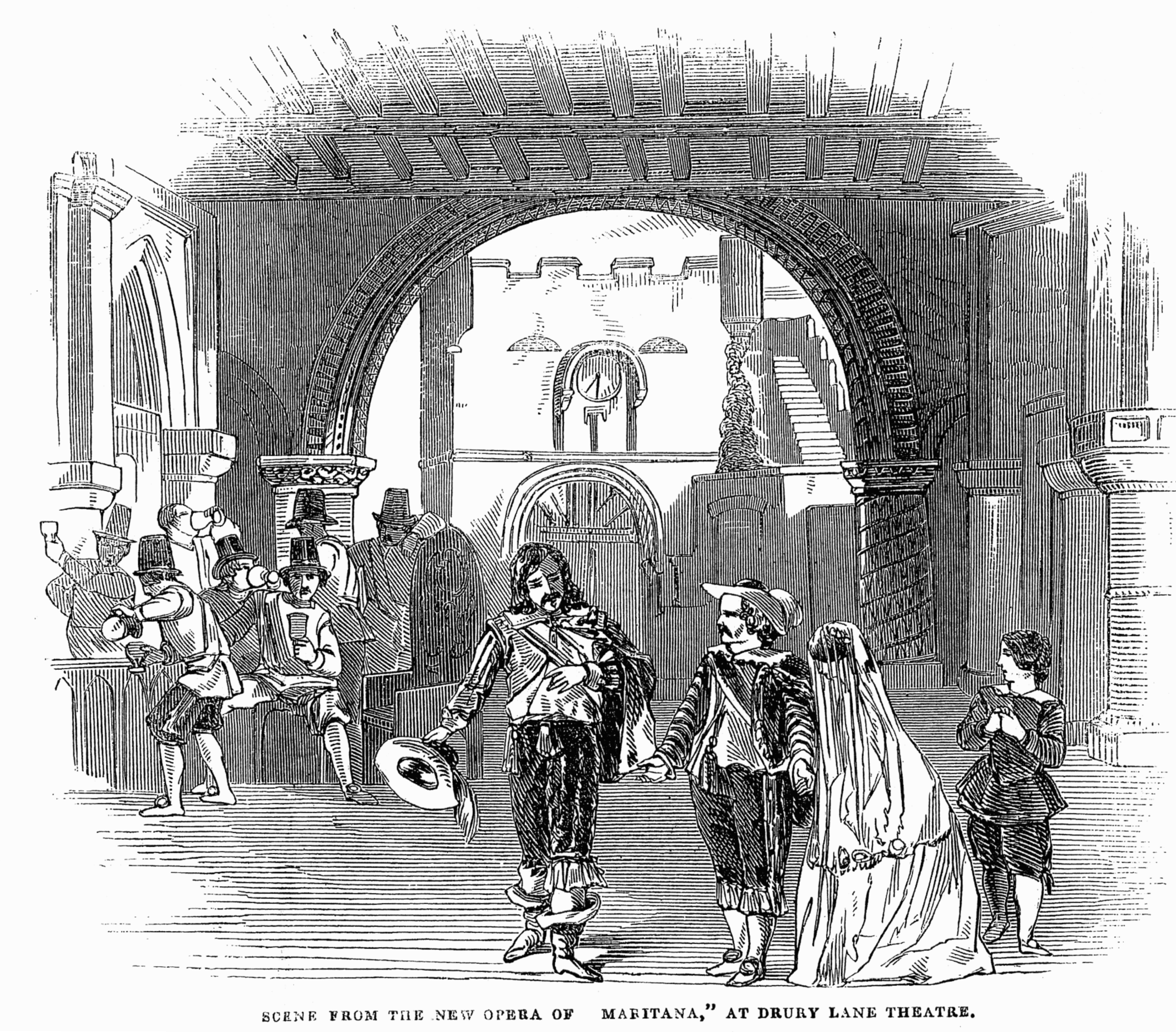
Escena de Maritana (1845): la boda de Don César y Maritana

Inquieto y aventurero de joven, Wallace, con su esposa y su hijo, su hermana Elizabeth, una soprano, y su hermano Wellington, un flautista, emigró en 1835 a Australia y dio conciertos familiares. La familia marchó a Sídney en 1836 y abrió la primera escuela de musical en Australia. Elizabeth, una pianista muy dotada, se casó con un cantante australiano bien conocido, John Bushelle, con quien dio varios recitales. Wallace también importó pianos y dio recitales en Australia bajo el mecenazgo del general Sir Richard Bourke.  Habiéndose separado de su esposa, comenzó una carrera ambulante.  Wallace manifiesta que desde Australia marchó a Nueva Zelanda en un viaje ballenero a los mares del Sur, visitó la mayor parte de las provincias interiores de la India y pasó algún tiempo cazando tigres, y finalmente visitó Chile, Perú y Argentina, dando conciertos en grandes ciudades de esos países.   En 1841 Wallace dirigió ópera italiana en México y a principios de los años 1840 hizo una gira exitosa en los Estados Unidos y ayudó a fundar la Sociedad Filarmónica de Nueva York.
Regresó a Londres en 1845 e hizo varias apariciones como pianista. En noviembre de aquel año, su ópera Maritana se estrenó en Drury Lane con gran éxito y fue posteriormente representada en Viena, en el Covent Garden y en Australia.  La hermana de Wallace, Elisabeth, apareció en el Covent Garden en el rol titular en 1848.  A Maritana le siguieron Matilda of Hungary (1847), Lurline (1860), The Amber Witch (1861), Love's Triumph (1862) y The Desert Flower (1863) (basada en el libreto de Halévy Jaguarita l'Indienne). También publicó una serie de composiciones para piano. 
Vincent Wallace fue un hombre cultivado y un músico dotado, cuya obra como compositor operístico, en un período que no era en modo alguno alentador para la música en Inglaterra, tiene un distintivo valor histórico.  Como Michael William Balfe, era irlandés de nacimiento, y su reputación como uno de los pocos compositores conocidos más allá del Reino Unido de Gran Bretaña e Irlanda en esa época se le emparejaba de manera natural con Balfe.

### Vida posterior
En 1850, Wallace se convirtió en ciudadano estadounidense después de su matrimonio en Nueva York con Helen Stoepel, un pianista, y hermana del compositor Robert Stoepel.  En años posteriores se volvió casi ciego, y murió en circunstancias pobres en el Château de Bagen, Sauveterre de Comminges, cerca de Barbazan, Alto Garona, Francia, (los montes Pirineos) el 12 de octubre de 1865 dejando una viuda y dos niños; fue enterrado en el Kensal Green Cemetery, Londres.

## Obras
- Maritana (libretista, Edward Fitzball), ópera en tres actos (15 de noviembre de 1845 Londres, Teatro de Drury Lane)
- Chopinesque, obra para piano y Grande Fantaisie La Cracovienne, orquestada por Jeremy Silver)
- Matilda of Hungary (libretista, Alfred Bunn), ópera en tres actos (22 de febrero de 1847 Londres, Teatro de Drury Lane)
- Lurline (libretista, Edward Fitzball), ópera en tres actos (23 de febrero de 1860 Londres, Covent Garden)
- The Amber Witch (libretista, Henry Fothergill Chorley), ópera en cuatro actos (28 de febrero de 1861 Londres, Her Majesty's Theatre)
- Love's Triumph (libretista, James Robinson Planché), ópera en tres actos (3 de noviembre de 1862 Londres, Covent Garden)
- The Desert Flower (libretista, Augustus Glossop Harris/Thomas John Williams), ópera en tres actos (12 de octubre de 1863 Londres, Covent Garden)